# 站背村荔园
站背村荔园，位于中国广东省阳江市阳西县锃村镇站背村，为阳江市阳西县的一个县级文物保护单位，类型为其他，公布时间为2002年。
站背村荔园的历史年代为清康熙。